# Avice Landone
Avice Landone (1 de setembro de 1910–12 de junho de 1976) foi uma atriz do Reino Unido que participou de filmes e programas de televisão.
Ela nasceu em 1908 em Quetta, na Índia, e estreou em 1948 no filme My Brother Jonathon. Entre 1970 e 1972 ela fez o papel de Margaret Brown na série de televisão Man at the Top.
Ela deixou de trabalhar em 1972 e morreu em 1976.

## Filmografia
- My Brother Jonathon (1948)
- White Corridors (1951)
- The Franchise Affair (1951)
- Escape by Night (1953)
- Windfall (1955)
- An Alligator Named Daisy (1955)
- Reach for the Sky (1956)
- Eyewitness (1956)
- My Teenage Daughter (1956)
- True as a Turtle (1957)
- Carve Her Name With Pride (1958)
- The Wind Cannot Read (1958)
- A Cry from the Streets (1958)
- The 39 Steps (1959)
- Operation Cupid (1960)
- Five Golden Hours (1961)
- Gaolbreak (1962)
- This Is My Street (1964)
- Nothing But the Best (1964)
- The Leather Boys (1964)
- Two Gentlemen Sharing (1969)
- The Blood on Satan's Claw (1971)
- The Adventures of Barry McKenzie (1972)